# 山口りな
山口 りな（やまぐち -）は、日本の漫画家。デビュー時のペンネームは「山口梨菜」だったが、連載2回目から「山口梨奈」と表記が変わっている。また、連載39回以降は「山口りな」になっている。

## 作品リスト

### 単行本
- みずほちゃんNONSTOP! (1巻1999年7月発行（2巻以降は未刊行）、 電撃コミックス)

### 挿絵
電撃G's文庫
- ぴたテン (2002年- 落合ゆかり）

### イラストエッセイ
- 『龍騎』のイケてる☆人たち